# Meotas

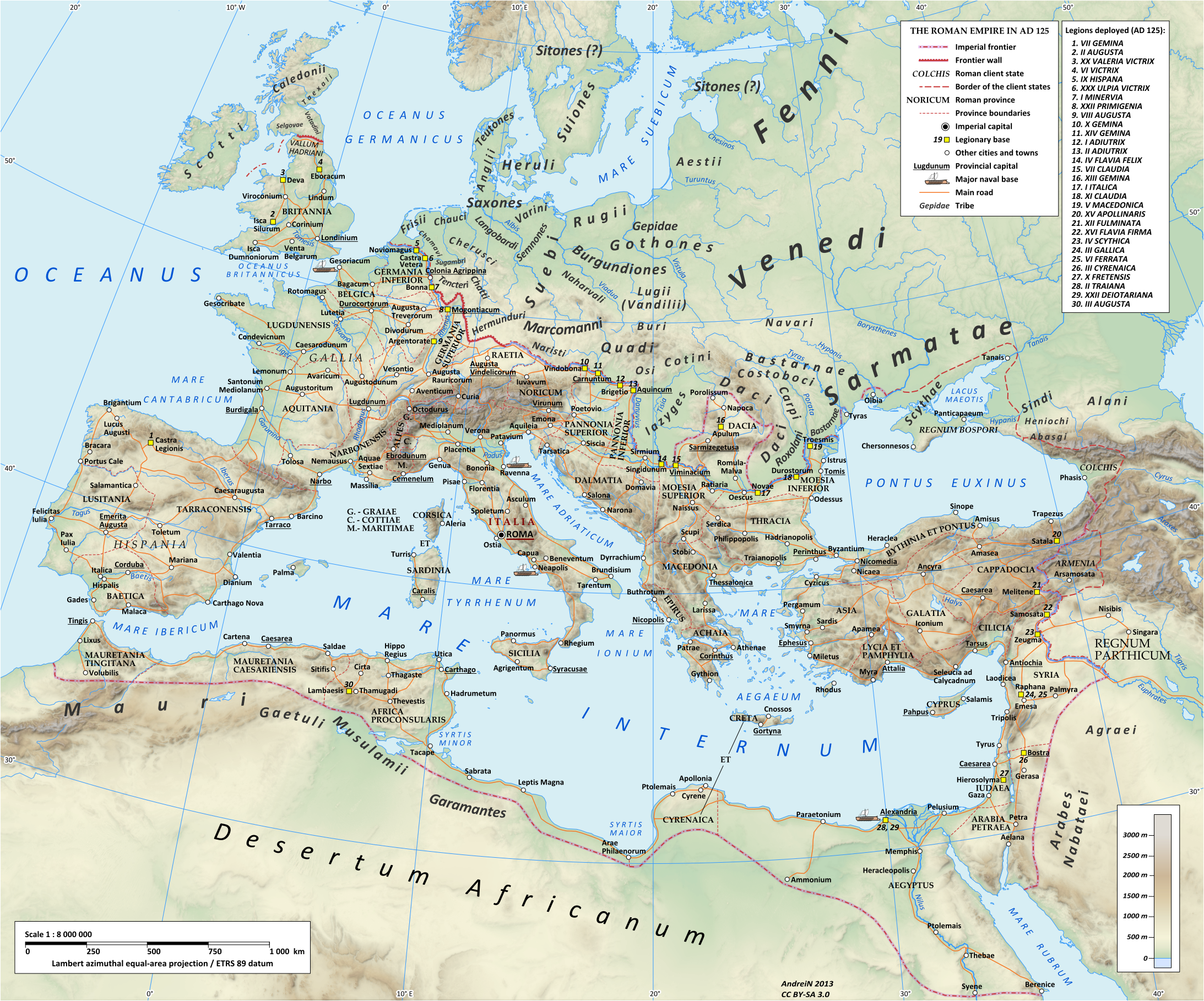
Mapa do império romano sob Adriano (governou entre 117-138 D.C.), mostrando a localização dos meotas na costa oriental do Mar de Azove

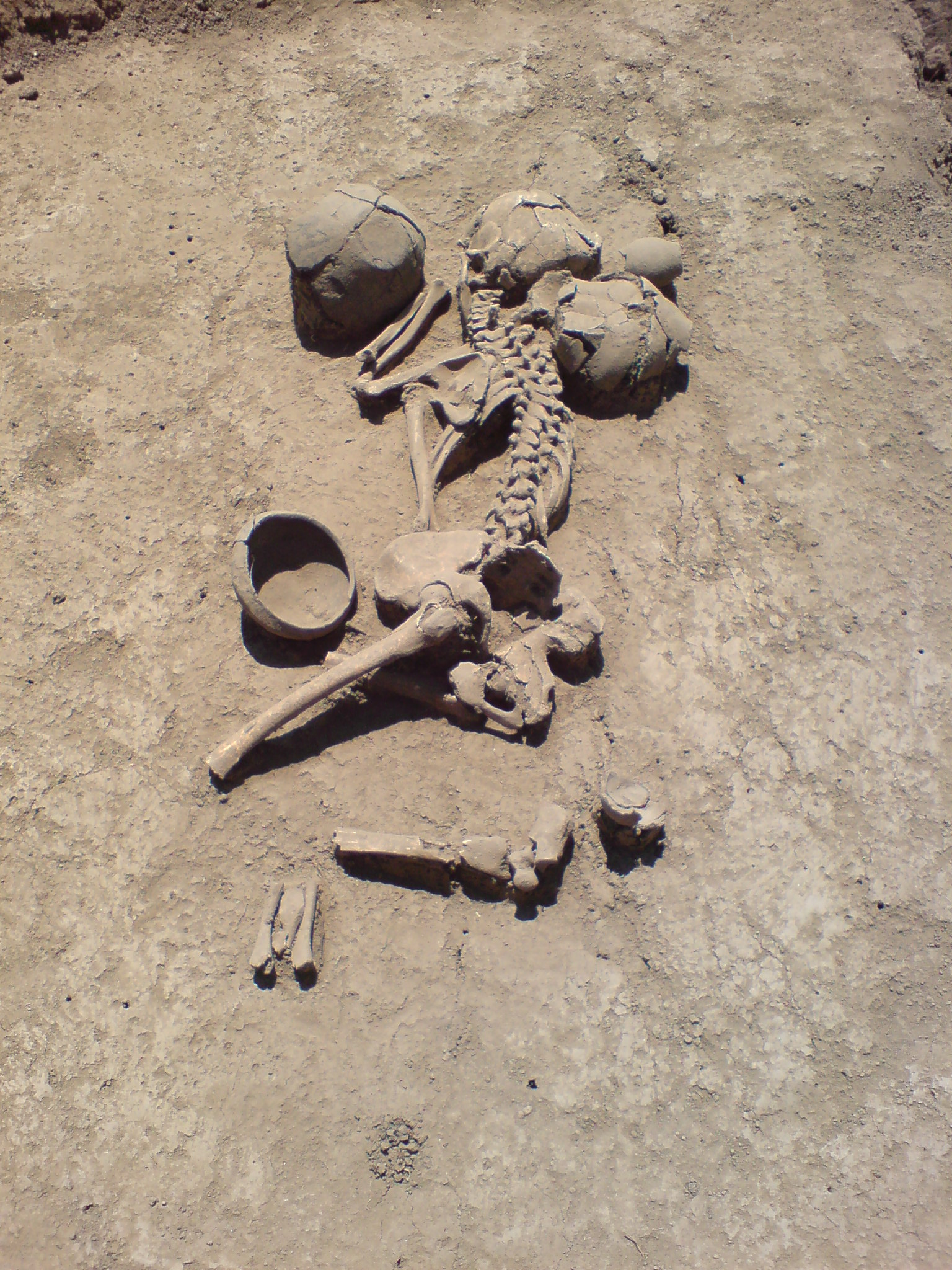
Um esqueleto meota em cemitério perto de Fazenda Lenin, região de Crasnodar, na Rússia; 4º ao 2º século, A.C.

Os meotas (em grego clássico: Μαιῶται, Maiōtai; em latim: Mæotæ) foram um antigo povo que habitava a região junto ao Mar de Azove, conhecido na antiguidade como pântano Meótido ou lagoa Meótida. A região da Meótida tem ao norte a Ucrânia, a leste a Rússia (incluindo a península de Taman) e a oeste a península da Crimeia. Paúis meotidos é o nome romano para o Mar de Azove.

## Identidade
A etimologia do nome e a identidade deste povo permanecem obscuros. Edward James  e William Smith[carece de fontes?] eram de opinião de que o termo meota foi aplicado extensamente para vários povos de todo o Mar de Azove, em vez do nome do mar ser decorrente de um determinado povo. Suas subdivisões incluíam os povos sindos, dandários, toreatas, agrões, arréquios, tarpetes, obidiacenos, sitacenos, doscos, e "muitos outros". Destes, os sindos são os melhores documentados, e foram, provavelmente, os dominantes entre os meotas. A linguagem do povo meota ou mesmo seu grupo linguístico é incerto. Uma princesa do Ixomates era chamada de Tirgatao, comparável a Tirgutauia, um nome em um tabuleta descoberta na hurrita Alalaque. Karl Eichwald afirmou que os meotas originaram-se como uma colônia indiana, mas este ponto de vista é rejeitado pela maioria dos estudiosos. Arqueólogos, historiadores e etnógrafos soviéticos concluíram que o povo meota foi uma das tribos dos circassianos. O Cambridge Ancient History classifica os meotas como um povo de ascendência ciméria ou como aborígenes caucasianos.

## História
A mais antiga referência conhecida dos meotas é a partir do logógrafo Helânico de Lesbos. De acordo com Estrabão, os meotas viveram em parte como pescadores, em parte da agricultura, e foram tão guerreiros como seus vizinhos nômades. Essas hordas selvagens eram, por vezes, provenientes do Rio Tánais (hoje Rio Dom), e outras vezes do Bósforo. Em tempos posteriores, especialmente em Fárnaces II, Asander, e Pólemon I, o Reino do Bósforo se estendia até o Tánais. [carece de fontes?]